# Angular (framework)
Angular – otwarty framework i platforma do tworzenia SPA, napisany w języku TypeScript i wspierany oraz rozwijany przez Google. Angular początkowo miał być wersją drugą frameworka AngularJS, jednak decyzje projektowe sprawiły, że Google zdecydował się wydać go jako osobny produkt, m.in. ze względu na brak kompatybilności wstecznej oraz prostej ścieżki aktualizacji aplikacji napisanych w AngularJS do Angulara 2. Angular wydany jest na licencji MIT.

## Cechy frameworka
Najważniejsze zmiany wprowadzone w Angularze 2:
- dodano możliwość renderowania po stronie serwera,
- przepisanie na język TypeScript,
- modularność i zorientowanie na komponenty,
- lepsze wsparcie dla przeglądarek mobilnych,
- konsolowe narzędzia ułatwiające rozwijanie aplikacji w Angularze,
- wsparcie dla Semantic Versioning[4],
- przebudowa mechanizmu wykrywania zmian, co zmniejszało narzut związany z propagacją zmian w aplikacji, poprawiając wydajność w dużych projektach,
- ulepszony system kompilacji – wprowadzenie Angular Compiler (ngc), który przekształcał szablony Angulara w bardziej wydajny kod JavaScript, skutkując szybszym renderowaniem i lepszą wydajnością aplikacji,
- przebudowa systemu routingu dla lepszego wsparcia aplikacji jednowarstwowych (SPA) i złożonych scenariuszy routingu,
- internacjonalizacja (i18n) i lokalizacja (l10n) ułatwiające tworzenie aplikacji wielojęzycznych i regionalnych.[5]

## Historia
Po raz pierwszy wersja 2.0 frameworka AngularJS została ogłoszona na konferencji ng-Europe w Paryżu we wrześniu 2014 roku. Od początku wzbudzała kontrowersje, ze względu na brak kompatybilności wstecznej oraz ścieżki update’u. Wersja „developer preview” pojawiła się 30 kwietnia 2015, wersja beta w grudniu 2015, a ostateczna wersja 2.0 w maju 2016.
Od tej pory kolejne wersje miały być wydawane w 6-miesięcznych cyklach. Angular 3 jednak nie pojawił się, Angular 4 miał premierę 23 marca 2017, Angular 5 w listopadzie 2017, Angular 6 w maju 2018, a Angular 7 w październiku 2018.
28 maja 2019 pojawił się Angular 8 z nowym, testowym kompilatorem o nazwie kodowej Ivy. W 2020 roku pojawiły się trzy kolejne wersje: Angular 9 (w lutym 2020), Angular 10 (w czerwcu 2020) oraz Angular 11 (w listopadzie 2020).
22 maja 2024 roku została wydana kolejna wersja - Angular 18.